# C.R.A.S.H.-B. Sprints 2018
Il C.R.A.S.H.-B. Sprints 2018  è stata la 38ª edizione della principale competizione mondiale per la pratica dell'indoor rowing. La manifestazione si è svolta il 25 febbraio 2018 alla Agganis Arena di Boston. Delle 38 edizioni disputate, questa è la 24ª nella quale si è gareggiato sulla distanza di 2.000 metri.

## Risultati
Legenda:
- HW = en. Heavyweight - it. Peso massimo
- LW = en. Lightweight - it. Peso leggero

### Uomini
| Categoria    | Oro                  | Tempo   | Argento                 | Tempo   | Bronzo           | Tempo   |
| Open         |                      |         |                         |         |                  |         |
| Open HW      | Andrew Raitto        | 05'54"8 | Noah Van Dyke           | 05'58"6 | Oliver Bub       | 06'01"9 |
| Open LW      | Drake Deuel          | 06'05"1 | Charles Koontz          | 06'34"9 | Amel Younis      | 06'35"0 |
| Junior       |                      |         |                         |         |                  |         |
| Junior HW    | Alexandr Matveev     | 06'11"4 | Eric Martin             | 06'11"5 | Christian Sauer  | 06'18"0 |
| Junior LW    | Henry Bellew         | 06'22"0 | Peter Skinner           | 06'26"7 | Carl Borsotti    | 06'27"6 |
| Master       |                      |         |                         |         |                  |         |
| Master HW    | Henry Palmer         | 06'22"0 | James Primes            | 06'32"1 | John-Paul Hezel  | 06'33"8 |
| Master LW    | Ed Baker             | 06'23"6 | Matthias Schömann-Finck | 06'29"1 | Mike Harrington  | 06'34"6 |
| Senior       |                      |         |                         |         |                  |         |
| Senior HW    | Marcos Cesar Morales | 06'07"5 | Tobias Ayer             | 06'13"7 | Derek Silveira   | 06'31"1 |
| Senior LW    | Morgan Soutter       | 06'26"7 | Alexander Workman       | 06'41"1 | Tom Caughey      | 06'55"7 |
| Veteran      |                      |         |                         |         |                  |         |
| Veteran A HW | Matthew Knifton      | 06'18"1 | Fred Frey               | 06'23"3 | James Ball       | 06'27"5 |
| Veteran A LW | John Durocher        | 06'52"3 | Stuart Chapman          | 06'54"4 | Allan McGregor   | 06'55"9 |
| Veteran B HW | Ken Gates            | 06'22"3 | Dan Lynch               | 06'40"0 | Richard Lyons    | 06'55"7 |
| Veteran B LW | Charles Folz         | 07'14"7 | Mark Braithwaite        | 07'22"8 |                  |         |
| Veteran C HW | David Frick          | 06'55"4 | Jack Sanderson          | 06'56"3 | Tom Cattell      | 06'57"0 |
| Veteran C LW | Emanuele Romoli      | 06'57"2 | Dale Evickson           | 07'06"2 | Frank Vetrano    | 07'07"3 |
| Veteran D HW | David Frost          | 06'58"0 | John Messenger          | 07'07"3 | William Baker    | 07'23"7 |
| Veteran D LW | John Saxelby         | 07'21"3 | Will Cummings           | 07'37"3 | Jeff Stambovsky  | 07'47"2 |
| Veteran E HW | Mike Shields         | 07'42"6 | John Master             | 07'57"5 | Clifford Scott   | 08'06"0 |
| Veteran E LW | Rick Bayko           | 07'33"8 | Robert Orsi             | 07'36"9 | Peter Francis    | 07'39"9 |
| Veteran F HW | Rob Lea              | 08'31"5 | Alan McClennen          | 08'40"7 | Howard Steindler | 09'26"9 |
| Veteran F LW | Peter Fenton         | 08'26"0 |                         |         |                  |         |
| Veteran G HW | Usko Junttila        | 08'14"7 |                         |         |                  |         |
| Veteran G LW | Donald Tanhauser     | 08'35"9 |                         |         |                  |         |
| Veteran H HW | John Sheehy          | 10'02"6 |                         |         |                  |         |
| Veteran H LW | Robert Sleigh        | 08'37"6 | Richard Morgan          | 09'04"8 |                  |         |
| Veteran I LW | Edwin Varley         | 10'08"1 |                         |         |                  |         |

### Donne
| Categoria    | Oro                | Tempo   | Argento              | Tempo   | Bronzo                   | Tempo   |
| Open         |                    |         |                      |         |                          |         |
| Open HW      | Kelly Albanir      | 06'58"7 | Erin Roberts         | 06'59"4 | Charlotte Smith          | 07'03"4 |
| Open LW      | Melissa Patten     | 07'19"8 | Tasha Wypych         | 07'22"8 | Liz Martin               | 07'29"1 |
| Junior       |                    |         |                      |         |                          |         |
| Junior HW    | Sydney Kend        | 07'01"8 | Elena Collier-Hezel  | 07'08"4 | Rose O'Connor            | 07'11"1 |
| Junior LW    | Marguerite Trost   | 07'14"3 | Kyra Patterson       | 07'28"7 | Noa Bregman              | 07'38"8 |
| Master       |                    |         |                      |         |                          |         |
| Master HW    | Grace Cunningham   | 07'08"1 | Caroline Delas-Devos | 07'14"4 | Andrea Panzera           | 07'29"4 |
| Master LW    | Gabriella Mora     | 08'00"5 |                      |         |                          |         |
| Senior       |                    |         |                      |         |                          |         |
| Senior HW    | Jill Hathaway      | 07'19"8 | Mia Zierk            | 07'24"0 | Amy Wysocki              | 07'29"6 |
| Senior LW    | Tina Vandersteel   | 07'34"8 | Laura Gassner Otting | 07'52"8 | Elissa Chesler           | 08'04"7 |
| Veteran      |                    |         |                      |         |                          |         |
| Veteran A HW | Beth Burchill      | 07'12"4 | Kara Sullivan        | 07'54"7 | Jenifer Gilbert          | 08'02"5 |
| Veteran A LW | Natasha Strom      | 08'26"8 | Amy Sullivan         | 08'49"6 | Joan Warren              | 09'32"1 |
| Veteran B HW | Carla Stein        | 07'34"4 | Linda Muri           | 07'54"9 | Anita Verheul            | 07'57"8 |
| Veteran B LW | Stacy Caffrey      | 08'12"6 | Diane Press          | 08'45"9 | Weatherly Barnard Dorris | 08'49"8 |
| Veteran C HW | Oksana Ciolko      | 08'06"9 | Amy Demers           | 08'15"7 | Kevan Jean Wisniewski    | 08'23"4 |
| Veteran C LW | Suzanne Myette     | 08'33"3 | Laurie Campbell      | 08'43"9 |                          |         |
| Veteran D HW | Barbara Jean Walsh | 09'12"1 |                      |         |                          |         |
| Veteran D LW | Bonnie Sashin      | 09'52"2 |                      |         |                          |         |
| Veteran E LW | Mari Friend        | 08'54"9 | Marjorie Elliott     | 09'25"6 |                          |         |
| Veteran G LW | Shirley Fargen     | 10'22"7 |                      |         |                          |         |
| Veteran J LW | Dottie Stewart     | 14'23"1 |                      |         |                          |         |